# Antirrhea ornata
Antirrhea ornata é uma borboleta neotropical da família Nymphalidae e subfamília Satyrinae, descrita em 1870 e endêmica da Guiana Francesa. Visto por cima, o padrão básico da espécie apresenta asas de coloração castanha com uma série de quatro pontuações brancas, enfileiradas, nas asas anteriores e asas posteriores com cinco manchas azuladas, enfileiradas e com a mancha mais acima apagada em relação às outras. Vista por baixo, a espécie apresenta a padronagem de folha seca.

## Hábitos
São borboletas que se alimentam de frutos em fermentação e que possuem voo baixo, pousando em folhagem seca e plantas do solo das florestas.[carece de fontes?]